# Audilio Aguilar Aguilar
Mons. Audilio Aguilar Aguilar (* 4. srpna 1963, Cañazas) je panamský římskokatolický duchovní a biskup diecéze Santiago de Veraguas.

## Život
Narodil se 4. srpna 1963 v Cañazas.
Studoval filosofii ve Vyšším semináři v Guayaquil v Ekvádoru a teologii ve Vyšším semináři v San José v Kostarice. Dne 4. srpna 1990 byl vysvěcen na kněze a inkardinován do diecéze Santiago de Veraguas. Poté se věnoval studiu kanonického práva na Papežské lateránské univerzitě v Římě.
Po vysvěcení se stal kaplanem a duchovním vedoucím diecézního nižšího semináře, a poté farářem v Cañazas. Byl také zodpovědný za formaci kandidátů kněžství ve Vyšším semináři v San José. Zastával funkci adjunkt sekretáře Panamské biskupské konference a diecézního kancléře.
Byl ustanoven farářem ve městě Soná. Od roku 2003 působil ve farnosti svatého archanděla Michaela v Santiago de Veraguas, a také jako soudce církevního soudu.
Dne 18. června 2005 jej papež Benedikt XVI. jmenoval biskupem diecéze Colón-Kuna Yala. Biskupské svěcení přijal 6. srpna 2005 z rukou arcibiskupa Giambattisty Diquattra. Spolusvětiteli byli arcibiskup José Dimas Cedeño Delgado a biskup Carlos María Ariz Bolea.
V letech 2010–2016 byl místopředsedou Panamské biskupské konference.
Dne 30. dubna 2013 jej papež František ustanovil biskupem diecéze Santiago de Veraguas. Do 7. července 2014 zastával funkci apoštolského administrátora své předchozí diecéze.